# Referendum costituzionale nella Repubblica Democratica del Congo del 2005
Il referendum costituzionale nella Repubblica Democratica del Congo del 2005 si è tenuto il 18 e il 19 dicembre. L'esito referendario aveva ad oggetto l'approvazione della nuova Costituzione elaborata dal parlamento provvisorio.
A seguito dell'esito referendario, il testo costituzionale è stato approvato dall'84,31% dei voti (affluenza del 62,0%), nonostante il boicottaggio dell'Unione per la Democrazia e il Progresso Sociale di Étienne Tshisekedi, uno dei principali partiti di opposizione della società civile congolese.
Il referendum sulla nuova costituzione è stato un successo, con un tasso di approvazione di oltre l'80% tra i votanti, portando alle elezioni generali del 2006, le prime dopo più di 15 anni di differenti periodi di transizione e guerre civili.

## Risultati
| Esito                     | Voti       | %     |
| ------------------------- | ---------- | ----- |
| Sì                        | 12.461.001 | 84,31 |
| No                        | 2.319.074  | 15,69 |
| Totale (affluenza 62,0 %) | 14.780.075 |       |
| Voti non validi           | 725.735    |       |
| Totale voti               | 15.505.810 |       |
| Totale elettori           | 25.021.703 |       |